# Dan Sleigh
Daniel Sleigh, né le 3 novembre 1938 et mort le 28 juillet 2023, est un romancier sud-africain qui écrit en afrikaans. 

## Biographie
Il est né dans une ferme nommée Geelbeksfontein sur la côte ouest le 3 novembre 1938. Il s’inscrit plus tard au lycée de Vredenburg et rejoint la marine sud-africaine. Jusqu’en 1962, il étudie au Paarl Training College pour devenir professeur d’éducation physique, après quoi il enseigne en Namibie et au Cap. 
En 1969, il obtient un BA Degree en histoire et en littérature anglaise à l’Université d’Afrique du Sud (UNISA). Sleigh obtient également une maîtrise avec mention, suivie d’un doctorat en histoire en 1987 à l’Université de Stellenbosch. Jusqu’à sa retraite en 1996, Sleigh travailla au ministère de l’Éducation du Cap Occidental.
Il a fait ses débuts littéraires en 1974 avec un volume de poésie intitulé Duif oor water. Viennent ensuite des œuvres historiques pour les jeunes comme Die buiteposte et Tussen twee vlae. 
En 2001, il remporte le concours Sanlam/Insig/Tafelberg pour son roman Eilande. Ce roman a également reçu les prix WA Hofmeyr, RAU, M-Net et Helgaard Steyn.

## Œuvres
Poésie
- 1971 Duif oor water, Tafelberg

Romans
- 1972 Die nege-maande-mars, Tafelberg
- 1973 ’n Man om te hardloop, Tafelberg
- 1977 Sersant Barodien, Kaapse Korps, Tafelberg
- 1978 ’n Kanon vir Barbier, Tafelberg
- 1979 Vryburger Tas, Tafelberg
- 2002 Eilande, Tafelberg
- 2010 Afstande, Tafelberg
- 2011 Wals met Matilda, Tafelberg

Romans jeunesse
- 1974 Tussen twee vlae, Tafelberg
- 1975 Onder die bittervaan, Tafelberg
- 1976 Anselm en die jut, Van der Walt

Essais
- 1978 Jan Kompanjie: die wêreld van die Verenigde Oos-Indiese Kompanjie, Tafelberg
- 1979 Ruiters teen die Ryk, Nasou
- 1988 The Huguenots (with AJ Grant and Ronald Mayo), Maskew Miller Longman
- 1993 Die buiteposte, HAUM
- 1996 The Forts of the Liesbeeck Frontier, Castle Military Museum
- 1999 The Ride Against an Empire, Castle Military Museum